# 夏川桃菜
夏川 桃菜（なつかわ ももな、1998年7月20日 - ）は、日本の元子役。旧芸名、柳 桃子（やなぎ ももこ）。
東京都出身。子役時代は若プロダクション、その後、スターダストプロモーションに所属していた。

## 出演

### 映画
- 石井のおとうさんありがとう（2005年3月19日、現代ぷろだくしょん）[1]
- 吉祥天女（2007年6月30日、キュービカル・エンタテインメント） - 水絵 役
- 少林少女（2008年4月26日、東宝）

### テレビドラマ
- 功名が辻（2006年、NHK） - とめ 役
- オトメン（乙男）〜夏〜 第3話（2009年8月15日、フジテレビ）
- 怨み屋本舗REBOOT 第7・8話（2009年8月21日・28日、テレビ東京） - 峰島江里香 役